# Lomtjärnen (Edefors socken, Norrbotten)
Lomtjärnen är en sjö i Bodens kommun i Norrbotten och ingår i Luleälvens huvudavrinningsområde.